# Jeffinho
Jefferson Ruan Pereira dos Santos, meglio noto come Jeffinho (Volta Redonda, 30 dicembre 1999), è un calciatore brasiliano, attaccante del Botafogo.

## Carriera
Cresciuto nel settore giovanile del Resende, nel 2022 viene ceduto in prestito al Botafogo fino al termine della stagione, con cui esordisce il 19 giugno, disputando l'incontro del Brasileirão vinto per 2-3 contro l'Internacional. Realizza la sua prima rete nella massima divisione brasiliana il 24 luglio, nella vittoria per 2-0 contro l'Athl. Paranaense.

## Statistiche

### Presenze e reti nei club
Statistiche aggiornate al 22 maggio 2025.
| Stagione               | Squadra                | Campionato             | Campionato | Campionato | Coppe nazionali | Coppe nazionali | Coppe nazionali | Coppe continentali | Coppe continentali | Coppe continentali | Altre coppe | Altre coppe | Altre coppe | Totale | Totale |
| Stagione               | Squadra                | Comp                   | Pres       | Reti       | Comp            | Pres            | Reti            | Comp               | Pres               | Reti               | Comp        | Pres        | Reti        | Pres   | Reti   |
| ---------------------- | ---------------------- | ---------------------- | ---------- | ---------- | --------------- | --------------- | --------------- | ------------------ | ------------------ | ------------------ | ----------- | ----------- | ----------- | ------ | ------ |
| 2020                   | Resende                | A/RJ                   | 2          | 1          | -               | -               | -               | -                  | -                  | -                  | -           | -           | -           | 2      | 1      |
| 2021                   | Resende                | A/RJ                   | 9          | 2          | -               | -               | -               | -                  | -                  | -                  | -           | -           | -           | 9      | 2      |
| 2021                   | Gama                   | D                      | 5          | 0          | -               | -               | -               | -                  | -                  | -                  | -           | -           | -           | 5      | 0      |
| 2022                   | Resende                | A/RJ                   | 14         | 2          | -               | -               | -               | -                  | -                  | -                  | -           | -           | -           | 14     | 2      |
| Totale Resende         | Totale Resende         | Totale Resende         | 25         | 5          |                 | -               | -               |                    | -                  | -                  |             | -           | -           | 25     | 5      |
| 2022                   | Botafogo               | A/RJ+A                 | 0+24       | 0+2        | CB              | 2               | 0               | -                  | -                  | -                  | -           | -           | -           | 26     | 2      |
| gen.-giu. 2023         | Olympique Lione        | L1                     | 9          | 1          | CF              | 2               | 1               | -                  | -                  | -                  | -           | -           | -           | 11     | 2      |
| 2023-gen. 2024         | Olympique Lione        | L1                     | 10         | 1          | CF              | 0               | 0               | -                  | -                  | -                  | -           | -           | -           | 10     | 1      |
| Totale Olympique Lione | Totale Olympique Lione | Totale Olympique Lione | 19         | 2          |                 | 2               | 1               |                    | -                  | -                  |             | -           | -           | 21     | 3      |
| 2024                   | Botafogo               | A/RJ+A                 | 7+7        | 3+1        | CB              | 1               | 0               | CL                 | 4                  | 1                  | CInt        | 0           | 0           | 19     | 5      |
| 2025                   | Botafogo               | A/RJ+A                 | 1+3        | 0          | CB              | 2               | 0               | CL                 | 3                  | 0                  | SdB+RS      | 0+1         | 0           | 10     | 0      |
| Totale Botafogo        | Totale Botafogo        | Totale Botafogo        | 8+34       | 3+3        |                 | 5               | 0               |                    | 7                  | 1                  |             | 1           | 0           | 55     | 7      |
| Totale carriera        | Totale carriera        | Totale carriera        | 91         | 13         |                 | 7               | 1               |                    | 7                  | 1                  |             | 1           | 0           | 106    | 15     |

## Palmarès

### Club

#### Competizioni nazionali
- Campionato brasiliano: 1

Botafogo: 2024

#### Competizioni internazionali
- Coppa Libertadores: 1

Botafogo: 2024